# Oh JANE/あなた
「Oh JANE/あなた」（オー ジェーン/あなた）は、片平里菜の3枚目のシングルである。2014年4月30日にポニーキャニオンから発売された。

## 解説
前作「女の子は泣かない」から約4ヶ月ぶりのリリース。自身初の両A面シングルである。
本作1曲目の「Oh JANE」は、アメリカでの初海外ライブや自身の1stワンマンツアーで披露されていた楽曲。バンドアレンジとベースを亀田誠治が担当した。
2曲目の「あなた」は、自身初の映画主題歌に起用された。編曲に久保田光太郎を迎え、レコーディングには東京スカパラダイスオーケストラの茂木欣一（Drums）、沖祐市（Keyboard）が参加した。
カップリングには、自身の地元・福島テレビの「いっしょに歩こう！ふくしま」イメージソングとなった「小石は蹴飛ばして」、自身の全国弾き語りツアー2014と同タイトルの「あの場所で偶然」が収録されている。なお、2年連続で片平里菜の楽曲が同局の通年キャンペーンのイメージソングに起用された。
初回プレスにのみ前作と同様に、「Oh JANE」弾き語りコード譜が封入された。予約購入特典に、TOKYO FM『SCHOOL OF LOCK!』公式バレンタイン・ソング「片思いの味」が収録されている数量限定Special CD「片思いのCD」が配布された。この特典のCDジャケットには、片平里菜自身が描いたイラストが採用されている。

## 収録曲
1. Oh JANE （3:54）
  - 作詞・作曲：片平里菜 / 編曲：亀田誠治

TBS系『CDTV』 2014年5月度エンディングテーマ[5]
テレビ神奈川『saku saku』 2014年5月度エンディングテーマ
2. あなた （5:33）
  - 作詞・作曲：片平里菜 / 編曲：久保田光太郎

KADOKAWA配給映画『ライヴ』 主題歌[1]
3. 小石は蹴飛ばして （4:11）
  - 作詞・作曲：片平里菜 / 編曲：ワンツーチー5

FTV福島テレビ「いっしょに歩こう！ふくしま」 イメージソング[5]
4. あの場所で偶然 （4:57）
  - 作詞・作曲：片平里菜